# Afrikanska spelen 2015
Afrikanska spelen 2015 hölls i Brazzaville, Kongo-Brazzaville 4–19 september 2015. Det var andra gången afrikanska spelen hölls i Brazzaville. Staden arrangerade även de första spelen 1965. Brazzaville valdes till värd av Conseil supérieur du sport en Afrique den 14 september 2011. Stade Municipal de Kintélé var huvudarena för tävlingarna och det var även där öppningsceremonin hölls.
Egypten vann medaljligan före Nigeria och Sydafrika. 

## Evenemang
| - Badminton - Basket - Beachvolley - Bordtennis - Boule - Brottning - Boxning - Cykling - Friidrott - Fotboll | - Fäktning - Gymnastik - Handboll - Judo - Karate - Simning - Taekwondo - Tennis - Tyngdlyftning - Volleyboll |